# Coupe arabe de hockey sur glace 2008
Navigation
Koweït 2023
La Coupe arabe de hockey sur glace 2008 est la première édition d'un tournoi de hockey sur glace où s'affrontent les nations arabes. Il a lieu du 16 au 20 juin 2008 à Abou Dabi aux Émirats arabes unis.
Le pays hôte remporte le titre en s'imposant en finale sur le Koweït,.

## Déroulement
4 nations participèrent à l'édition 2008.
Tous les matchs eurent lieu au Abu Dhabi Ice Rink - Zayed Sports Complex.

## Résultats

### Phase préliminaire
| 16 juin 2008 | Émirats arabes unis | 9-0 (4-0, 3-0, 2-0) | Maroc | Zayed Sports Complex |

| 16 juin 2008 | Koweït | 8-2 (2-1, 2-0, 4-1) | Algérie | Zayed Sports Complex |

| Feuille de match | Feuille de match | Feuille de match | Feuille de match | Feuille de match |
| ---------------- | ---------------- | ---------------- | ---------------- | ---------------- |
|                  |                  |                  |                  |                  |
|                  |                  |                  |                  |                  |
|                  |                  |                  |                  |                  |
|                  |                  |                  |                  |                  |

| 17 juin 2008 | Émirats arabes unis | 6-2 (1-0, 4-2, 1-0) | Algérie | Zayed Sports Complex |

| 17 juin 2008 | Koweït | 6-3 (2-1, 2-1, 2-1) | Maroc | Zayed Sports Complex |

| 18 juin 2008 | Émirats arabes unis | 4-3 (TB) (0-1, 0-1, 2-0, 1-0) | Koweït | Zayed Sports Complex |

| 18 juin 2008 | Maroc | 9-6 (5-0, 2-3, 2-3) | Algérie | Zayed Sports Complex |

#### Classement
| Clt   | Équipe              | PJ | V | D | DP | BP | BC | Diff | Pts |
| ----- | ------------------- | -- | - | - | -- | -- | -- | ---- | --- |
| +001, | Émirats arabes unis | 3  | 3 | 0 | 0  | 19 | 5  | +14  | 6   |
| +002, | Koweït              | 3  | 2 | 0 | 1  | 17 | 9  | +8   | 5   |
| +003, | Maroc               | 3  | 1 | 2 | 0  | 12 | 21 | -9   | 2   |
| +004, | Algérie             | 3  | 0 | 3 | 0  | 10 | 23 | -13  | 0   |

### Phase finale

#### Tableau
|  | Demi-finales        | Demi-finales |                        |   | Finale       | Finale       |
|  | Demi-finales        | Demi-finales |                        |   | Finale       | Finale       |
|  |                     |              |                        |   |              |              |
|  | 19 juin 2008        | 19 juin 2008 |                        |   | 20 juin 2008 | 20 juin 2008 |
|  | 19 juin 2008        | 19 juin 2008 |                        |   | 20 juin 2008 | 20 juin 2008 |
|  | Émirats arabes unis | 10           |                        |   | 20 juin 2008 | 20 juin 2008 |
|  | Émirats arabes unis | 10           |                        |   | 20 juin 2008 | 20 juin 2008 |
|  | Algérie             | 4            |                        |   | 20 juin 2008 | 20 juin 2008 |
|  | Algérie             | 4            | Émirats arabes unis    | 4 |              |              |
|  | 19 juin 2008        |              | Émirats arabes unis    | 4 |              |              |
|  |                     | Koweït       | 1                      |   |              |              |
|  | Koweït              | Koweït       | 1                      | 9 |              |              |
|  | Koweït              |              |                        | 9 |              |              |
|  | Maroc               | 0            |                        |   |              |              |
|  | Maroc               | 0            | Match pour la 3e place |   |              |              |
|  |                     |              |                        |   |              |              |
|  | 20 juin 2008        |              |                        |   |              |              |
|  |                     |              |                        |   |              |              |
|  | Algérie             | 5            |                        |   |              |              |
|  | Algérie             | 5            |                        |   |              |              |
|  | Maroc               | 7            |                        |   |              |              |
|  | Maroc               | 7            |                        |   |              |              |

#### Demi-finales
| 19 juin 2008 | Émirats arabes unis | 10-4 (4-1, 3-2, 3-1) | Algérie | Zayed Sports Complex |

| 19 juin 2008 | Koweït | 9-0 (3-0, 3-0, 3-0) | Maroc | Zayed Sports Complex |

#### Match pour la troisième place
| 20 juin 2008 | Maroc | 7-5 | Algérie | Zayed Sports Complex |

#### Finale
| 20 juin 2008 | Émirats arabes unis | 4-1 (0-0, 3-0, 1-1) | Koweït | Zayed Sports Complex |

## Classement final
| Rang               | Équipe              |
| ------------------ | ------------------- |
| Médaille d'or      | Émirats arabes unis |
| Médaille d'argent  | Koweït              |
| Médaille de bronze | Maroc               |
| 4.                 | Algérie             |